# Ludwig von Bodelschwingh

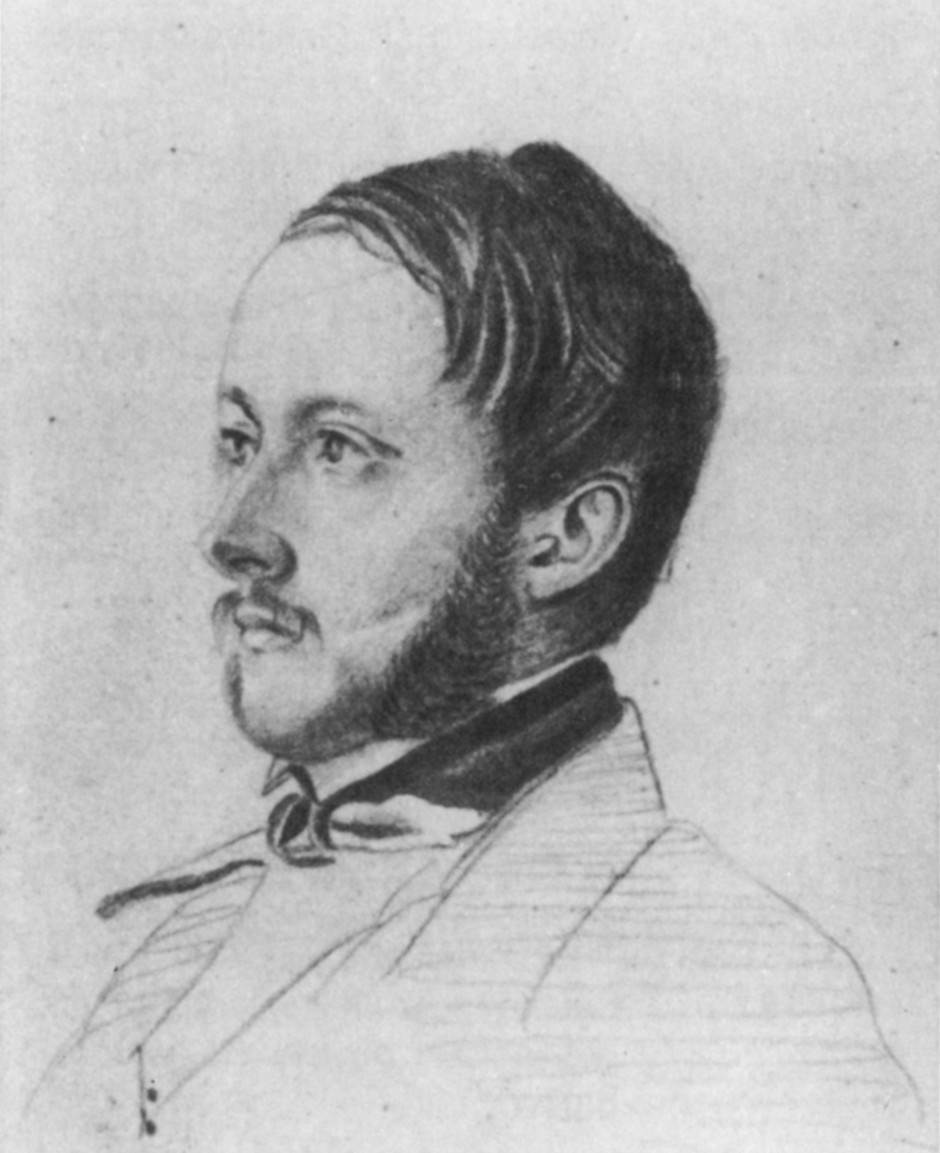
Ludwig Karl Christoph von Bodelschwingh

Ludwig Carl Christoph von Bodelschwingh (* 6. Juli 1811 in Hamm; † 27. Oktober 1879 in Bonn) war von 1872 bis 1876 Oberpräsident in Hessen-Nassau. 

## Herkunft
Er entstammte der westfälischen Uradelsfamilie von Bodelschwingh. Er war der Sohn des preußischen Majors Gisbert von Bodelschwingh und dessen zweiter Ehefrau Karoline von Sudthausen.

## Leben
Von Bodelschwingh besuchte das Gymnasium in Hamm und die Universität Göttingen (ab 1828) und Berlin (ab 1830). Am 17. September 1831 legte er die erste Staatsprüfung (mit „sehr gut“) ab. 1830 bis 1831 leistet er Militärdienst beim Garde-Schützen-Bataillon Berlin. Seine Referendariatszeit verbrachte er ab 1831 beim Oberlandesgericht Hamm und am Land- und Stadtgericht Hamm. Am 9. September 1833 bestand er das Referndariatgsexamen, erneut mit „sehr gut“. Ab dem 10. Oktober 1833 war er Oberlandesgerichtsreferent und ab dem 10. Mai 1839 Oberlandesgerichtsassessor in Hamm.
Wenige Jahre darauf wechselte er als Justitiar in den Verwaltungsdienst bei der Regierung in Minden über und blieb fortan Verwaltungsbeamter.
Von Minden wurde er als Regierungsrat an das Oberpräsidium der Provinz Sachsen in Magdeburg versetzt, wo er im Jahre 1848 nebenamtlich als Kommissar für den unter staatlicher Beteiligung durchgeführten Eisenbahnbau tätig war. Aus Magdeburg führte ihn sein Weg im Jahre 1850 als Abteilungsdirigent an die Regierung in Königsberg, 1851 nach Münster. 1850 war er Mitglied des Staatenhauses des Erfurter Unionsparlaments. Am 25. März 1852 war er der Unparteiische im Duell Vincke–Bismarck.
Im Jahre 1853 wirkte er als Vizepräsident der Regierung in Stettin. Aus dieser Tätigkeit wurde er zwei Jahre später als Direktor der Abteilung für Domänen und Forsten in das Finanzministerium berufen und gleichzeitig zum Wirklichen Geheimen Oberfinanzrat ernannt. Nach mehr als zehnjährigem Wirken im Ministerium kehrte er auf seinen eigenen Wunsch an den Ausgangsort seiner Verwaltungslaufbahn zurück und wurde Regierungspräsident in Minden.
Im Anschluss wurde er zum Oberpräsident in Hessen-Nassau berufen. An der Planung für den Bau des Verwaltungsgebäudes der Regierung hat er bestimmenden Anteil genommen. Von Bodelschwingh wurde bei seinem Abschied zum Wirklichen Geheimen Rat ernannt.
Nach seinem Ausscheiden lebte er bis zu seinem Tode im Jahre 1879 in Bonn.
1849 bis 1852 war er Mitglied des Preußischen Abgeordnetenhauses (Rechte).

## Familie
Er heiratete am 22. Mai 1844 in Haus Bodelschwingh Marie von Vietsch (1824–1888), die Tochter des preußischen Majors Eugen von Vietsch. Seine Frau starb genau einen Monat vor ihm. Aus der Ehe gingen ein Sohn und vier Töchter hervor.

## Auszeichnungen
- 1855 Wirklicher Geheimer Rat
- Roter Adlerorden II. Klasse mit dem Stern und Eichenlaub
- Kronen-Orden II. Klasse mit dem Roten Kreuz
- Landwehrdienstabzeichen
- Lippischer Hausorden Ehrenkreuz 1. Klasse